# Steenkerke
Steenkerke (dt.: Steinkirchen) (auch: Steenkerque, Steinkirk) ist ein Dorf in Westflandern und seit 1971 Teilgemeinde der Stadt Veurne. Das Dorf hat 434 Einwohner (Stand Februar 2008) und ist durch die Europastraße 40 von Veurne getrennt.

## Sehenswürdigkeiten

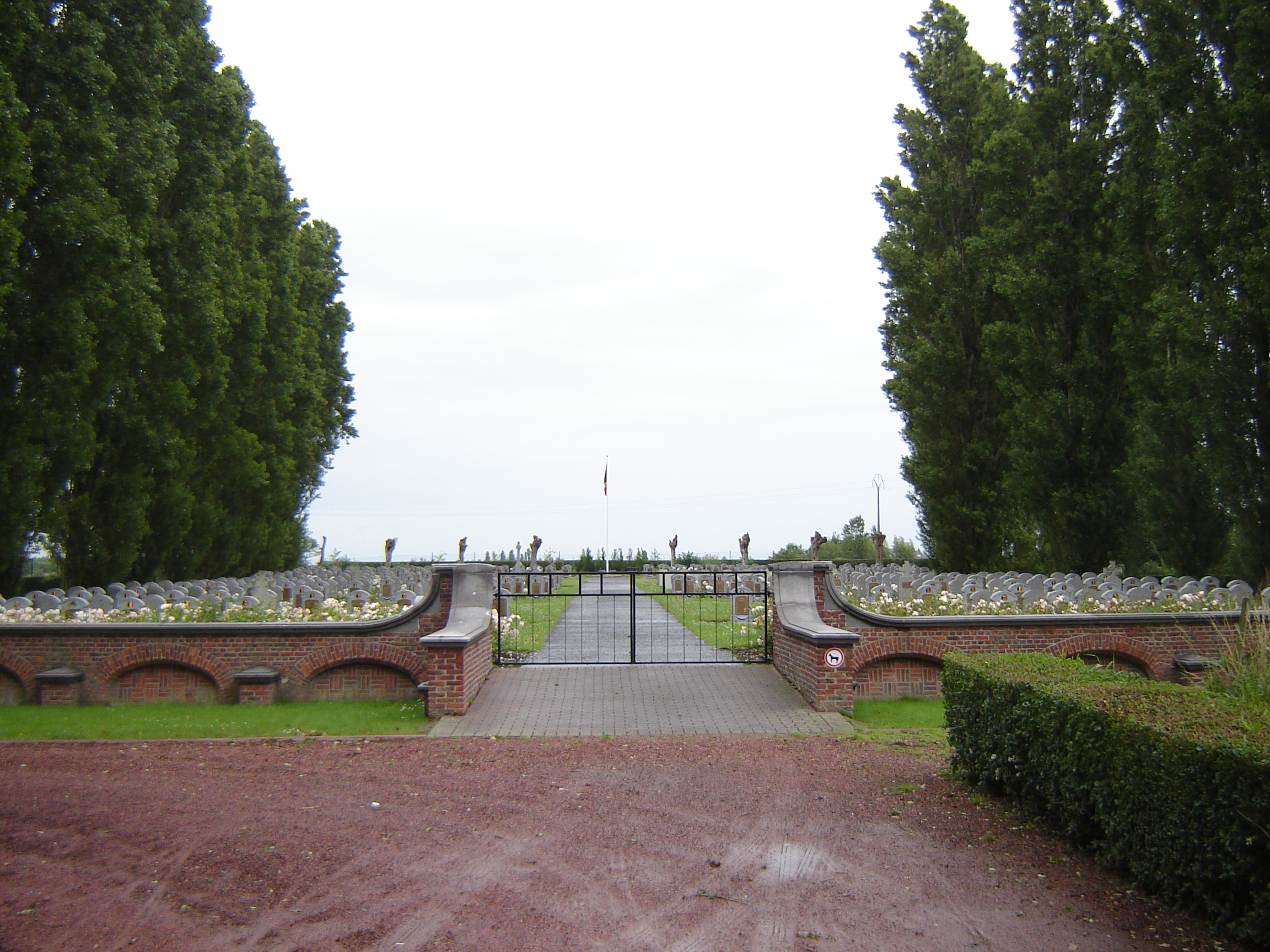
Belgischer Soldatenfriedhof

Das Dort hat eine Kirche, die dem  Laurentius geweiht ist, sowie einen Kirchturm aus dem 12. Jahrhundert. Sie steht seit 1993 unter Denkmalschutz. Zudem gibt es einen belgischen Soldatenfriedhof aus dem Ersten Weltkrieg, auf dem auch einige gefallene Briten beerdigt wurden.